# Áed mac Airt Uallaig Ua Ruairc
Áed mac Airt Uallaig Ua Ruairc ou Áed Ua Ruairc (mort en 1087) est roi de Bréifne et un  roi de Connacht de 1067 à  1087 en compétition à partir de 1076.

## Biographie
Áed mac Airt Uallaig Ua Ruairc appartient à la lignée des Uí Briúin Bréifne. Il est le fils aîné d'Art Uallach Ua Ruairc, un précédent roi de Connacht mort en 1046.
En 1067 Áed mac Airt défait et tue, lors de la bataille de Turlach Adhnaigh, le roi: Áed in Gai Bernaig Ua Conchobair surnommé « Lance brisée » et s'impose comme roi du Connacht.
En 1076, selon les  Annales d'Innisfallen, Toirdelbach Ua Briain, roi de Munster et Ard ri Érenn, envahit le Connacht et Ruaidri na Saide Buide Ua Conchobair, le fils de  Áed in Gai Bernaig doit se soumettre formellement à lui et sans doute à cette époque épouser une de ses filles. Il semble alors qu'il remplace brièvement Áed Ua Ruairc comme roi provincial du Connacht.
En 1079  après avoir tué un autre prétendant issu des Uí Briúin Seóla; Áed Ua Flaithbertaig de Iarconnacht (c'est-à-dire ouest du Connacht), Ruaidrí  parait avoir été écarté  par Toirdelbach qui intervient avec une grande armée, et  Áed Ua Ruairc est provisoirement restauré comme roi. En 1087, après la mort de Toirdelbach Ua Briain, Ruaidrí, avec l'aide de l'Église de  Clonmacnoise, défait et tue Áed mac Airt Ua Ruairc lors d'un combat à Conachail, en Corann et saisit de nouveau le royaume de Connacht,.
Il meurt sans héritier et les Ua Ruairc postérieurs sont issus de son frère cadet Niall (mort en 1047) 

## Sources
- Annales d'Ulster sur CELT: Corpus of Electronic Texts at University College Cork
- (en) Francis J. Byrne, Irish Kings and High-Kings, Dublin, Courts Press History Classics, 2001 (ISBN 1-851-82-196-1).
- (en) T.W Moody, F.X. Martin et F.J. Byrne, A New History of Ireland IX Maps, Genealogies, Lists. A companion to Irish History part II, Oxford, Oxford University Press, 2011, 690 p. (ISBN 978-0-19-959306-4).